# 希皮希
希皮希（英語：Ceepeecee，/ˌsiːpiːˈsiː/）是一個位於加拿大英屬哥倫比亞省溫哥華島西岸鄰近努特卡島的一個聚居故地。於1926年至1951年間因在此地區大量發現沙丁魚（鯡魚），因應產量的增加，加拿大包裝公司（Canadian Packing Corporation，簡稱CPC，此地名也由此而來）在此建立了一個沙丁魚罐頭廠。之後隨著此海域沙丁魚數量的減少，最終工廠關閉並且聚居人口也外移至臨近之塔西斯和澤巴洛斯。

## 資料來源
1. ↑  The Canadian Press,  18th, Toronto: The Canadian Press, 2017
2. ↑  Brenda McCorquodale. . BC Local News. November 6, 2011  [January 13, 2017]. （原始内容存档于2017-01-18）.